# Massonia jasminiflora
Massonia jasminiflora là một loài thực vật có hoa trong họ Măng tây. Loài này được Burch. ex Baker mô tả khoa học đầu tiên năm 1870.